# Alfaversion

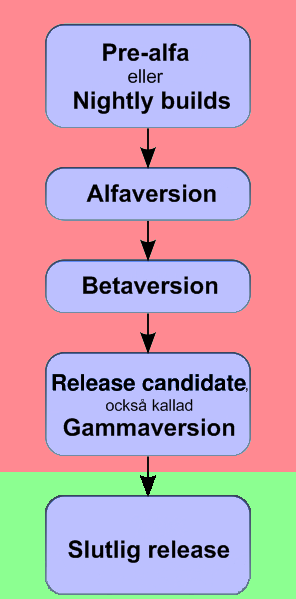
En bild över stegen i programvaruutveckling.

Alfaversion, term inom programvaruutveckling avseende en relativt nyutvecklad version av ett dataprogram. En alfaversion kommer efter avslutat prototypstadium av en produkt. Kännetecknande är att all planerad funktionalitet ska ha platshållare, men inte behöver vara implementerad. Alfaversioner testas oftast endast internt. Den förgås ofta av en pre-alfa eller nightly builds. När all planerad funktionalitet är utbyggd övergår alfaversionen i betaversion.